# Aszur-ilaja
Aszur-ilaja, Aszur-ila’i (Aššur-ilāja, Aššūr-ilā’ī, w transliteracji z pisma klinowego zapisywane maš-šur-DINGIR-a-a; tłum. „(Bóg) Aszur jest mym bogiem”) – wysoki dostojnik za rządów asyryjskiego króla Aszurbanipala (669-627? p.n.e.), noszący w tekstach tytuły „wielkiego wezyra” (sukkallu rabiu) i „potężnego wezyra” (sukkallu dannu); zgodnie z Asyryjską listą eponimów w 653 r. p.n.e. pełnić miał też urząd eponima (limmu). Jego imieniem jako eponima datowane są dokumenty prawne z Niniwy, Aszur, Kalhu i Ma’allanate. Znany jest też dokument w którym Aszur-ilaja, „potężny wezyr” (LÚ.SUKKAL dan-nu) i Uarbis, „naczelny sędzia” (sartennu) decydują w  Dur-Katlimmu o pozwie niejakiego Adad-ila’i, pasterza Nergal-szarru-usura, skierowanym przeciw Rahimi-ilowi, właścicielowi rydwanu.